# Landesklinikum Scheibbs

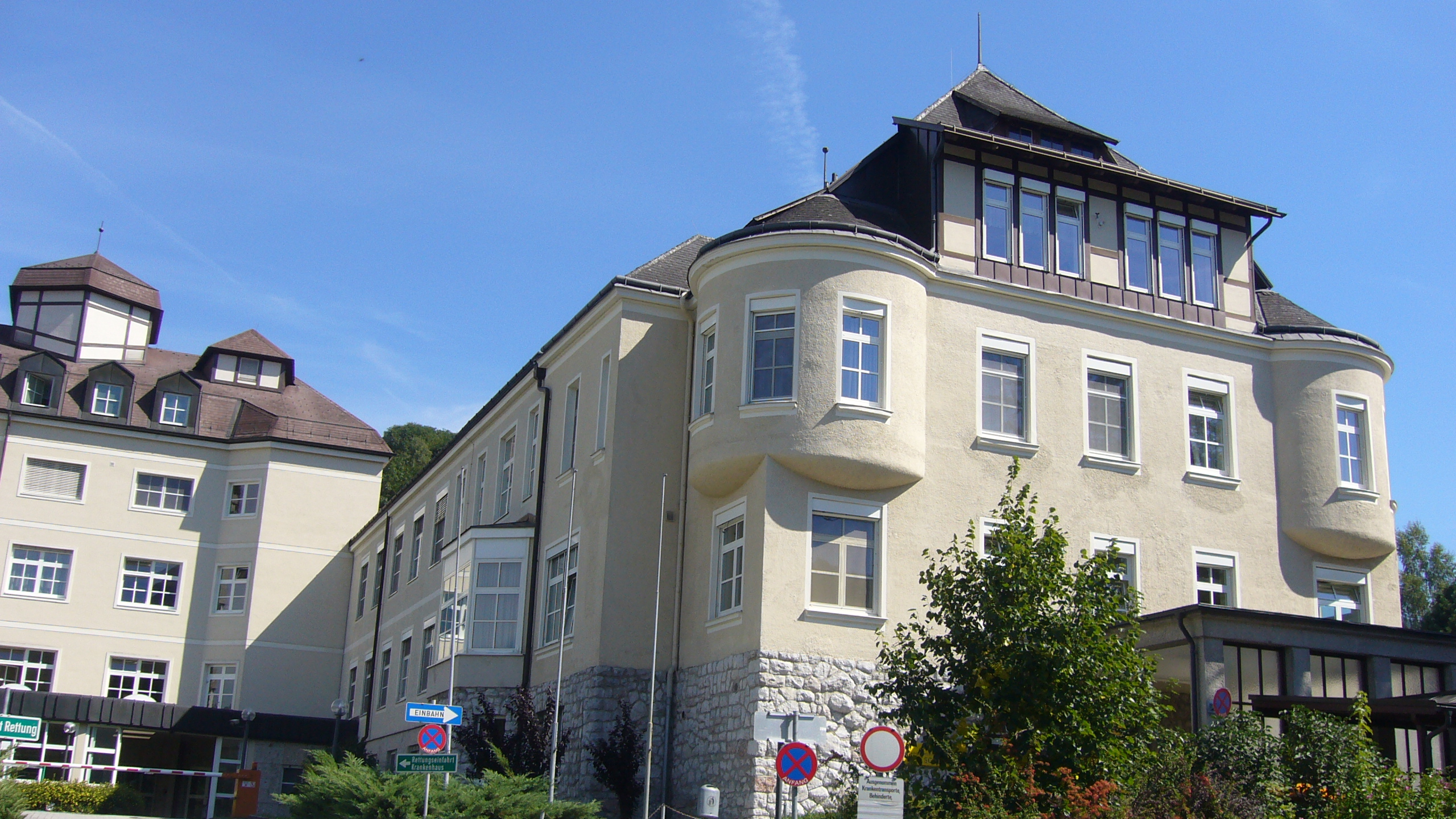
Krankenhaus Scheibbs, rechts vorne der Teil von 1911

Das Landesklinikum Scheibbs ist ein Krankenhaus in Scheibbs und wird von der Niederösterreichischen Landeskliniken-Holding geführt. Es befindet sich in der Eisenwurzenstraße 26.

## Geschichte
Der Vorläufer des Krankenhauses waren das Obere und das Untere Spital (1539 und vor 1539 errichtet), die beide außerhalb der Stadtmauern lagen. Das Obere Spital wurde 1833 zum Bürgerspital, das mit der Unterstützung von Andreas Töpper errichtet werden konnte. Das Untere Spital existiert nicht mehr und stand dort, wo heute das Haus des Fotografen Mark steht.
Das Krankenhaus wurde durch die Initiative von Bertha Kupelwieser, einer geborenen Wittgenstein und Gattin Karl Kupelwiesers, ermöglicht. 1907 beantragte der Gemeinderat den Bau eines Krankenhauses und bereits 1911 kam es zur Eröffnung mit 47 Betten, der Bau wurde im Heimatstil nach Plänen von Hans Schimitzek errichtet, architektonisch verwandt mit dem Kaiserin-Elisabeth-Krankenhaus in Bad Ischl. Von 1927 bis 1929 wurde das Krankenhaus auf 95 Betten erweitert.
Die nächste Vergrößerung fand 1961 mit der Eröffnung der Internen Abteilung statt. Von 1971 bis 1976 wurde der Behandlungstrakt gebaut und 1977 ging die Abteilung für Frauenheilkunde und Geburtshilfe in Betrieb.
1989 erweiterte man das Krankenhaus mit einem neuen Bettentrakt und 1990 erfolgte die Eröffnung der neuen Herzüberwachungsstation, der postoperativen Überwachungsstation, der neuen Eingangshalle, der neuen physikalischen Therapie und der neuen Endoskopie. Eine Computertomographieanlage kam 1997 dazu. 2000 erfolgte der Bau eines weiteren Bettentrakts, womit es heute etwa 200 Betten umfasst.
2003 wurde der Berta-Kupelwieser-Trakt saniert und 2004 kam es zur Eröffnung der neuen Endoskopie. Am 1. Jänner 2006 wurde das Krankenhaus, so wie andere auch, von der Stadtgemeinde Scheibbs an das Land NÖ übergeben. 2007 erfolgte die Eröffnung eines Hubschrauberlandeplatz und eines Mitarbeiterparkdecks.

## Organisation
Rechtsträger des Landesklinikums Mostviertel Scheibbs ist die Niederösterreichische Landeskliniken-Holding, eine Tochter des Landes Niederösterreich.
Die kollegiale Führung der Klinik wird von einer ärztlichen, einer kaufmännischen und einer Pflegedirektion gebildet. Die momentanen Direktoren sind:
- Ärztlicher Direktor: Erwin Schwaighofer
- Pflegedirektor: Andreas Zeilinger
- Kaufmännische Direktorin: Klaudia Watzinger

### Abteilungen
Die drei Abteilungen und zwei Institute sind folgend strukturiert:
- Institut für Anästhesiologie
- Chirurgie
- Frauenheilkunde und Geburtshilfe
- Innere Medizin
- Klinische Psychologie
- Konsiliardienste
- Orthopädie (Fachschwerpunkt)
- Palliative Care
- Physiotherapie
- Röntgeninstitut
- Zentrallabor
- Interdisziplinäre Sonderklasse

### Ambulanzen
- Anästhesieambulanz
- Chirurgie und Orthopädie-Ambulanz
- Diabetes und Stoffwechselerkrankungen-Ambulanz
- Darm- und Leberambulanz
- Gynäkologische und Geburtshilfliche-Ambulanz
- Herzschrittmacherambulanz
- Ambulanz für Innere Medizin
- Kontinenz- und Stomaberatung-Ambulanz
- Onkologische Ambulanz

## Ausbildung
Im Klinikum Scheibbs gibt es seit 1993 eine Allgemeine Gesundheits- und Krankenpflegeschule.